# Miłachowo (Poméranie-Occidentale)
Pour l’article homonyme, voir Miłachowo (Poméranie).
Miłachowo est une localité polonaise de la gmina mixte de Kamień Pomorski, située dans le powiat de Kamień en voïvodie de Poméranie-Occidentale. Elle se situe à environ 63 km au nord de la capitale régionale Szczecin.

## Géographie

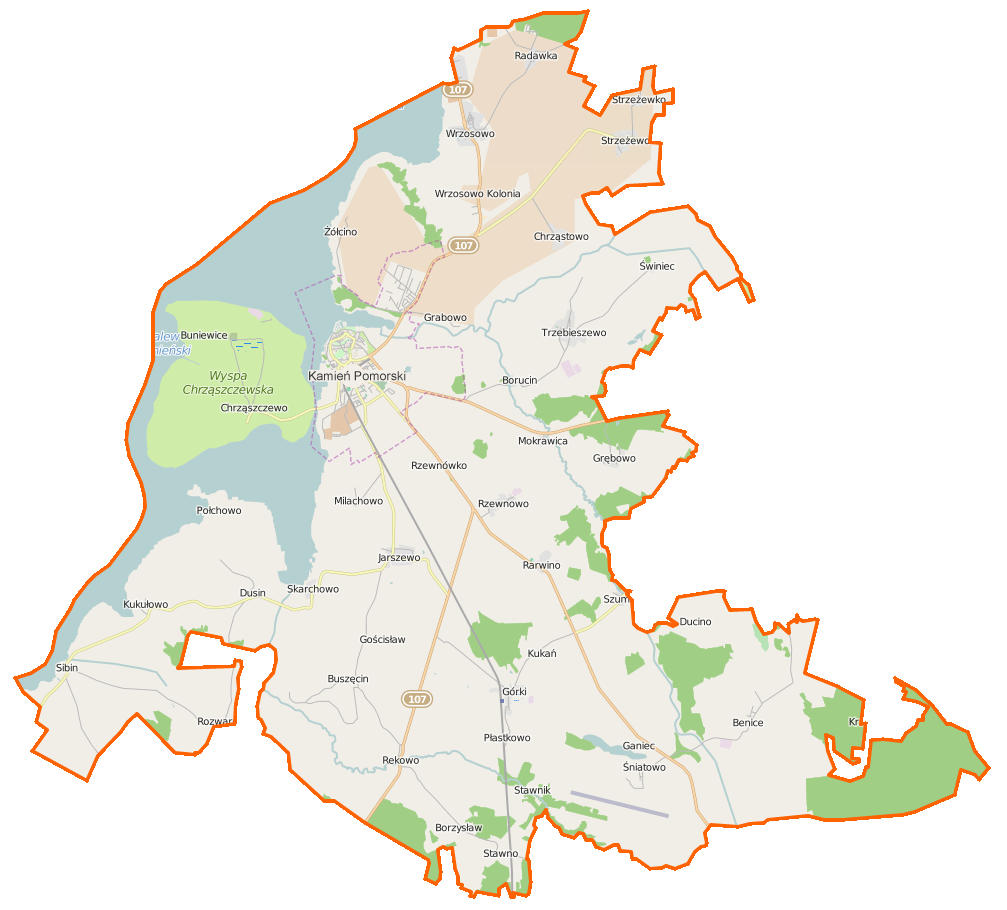
Carte de la gmina de Kamień Pomorski.